# كأس جورجيا 2018
كأس جورجيا 2018 هو الموسم 29 من كأس جورجيا. أقيم خلال الفترة 16 أبريل 2018 وحتى 25 نوفمبر 2018، وأشرف على تنظيمه اتحاد جورجيا لكرة القدم، وكان عدد الأندية المشاركة فيه 80، وفاز فيه توربيدو كوتيسي.